# Legaria
Legaria ist ein nordspanisches Dorf und eine Gemeinde (municipio) mit 119 Einwohnern (Stand: 2024) im Süden der Autonomen Gemeinschaft Navarra.

## Lage und Klima
Legaria liegt gut 60 km (Fahrtstrecke) westsüdwestlich von Pamplona bzw. ca. 35 km nordöstlich von Logroño in einer Höhe von ca. 510 m am Ega. Das Klima ist gemäßigt bis warm; Regen (830 mm/Jahr) fällt überwiegend im Winterhalbjahr.

## Bevölkerungsentwicklung
| Jahr      | 1970 | 1981 | 1991 | 2001 | 2011 | 2021 |
| Einwohner | 202  | 189  | 176  | 124  | 114  | 108  |

## Sehenswürdigkeiten
- Martinskirche
- Bartholomäuskapelle
- Georgskapelle
- Marienkapelle

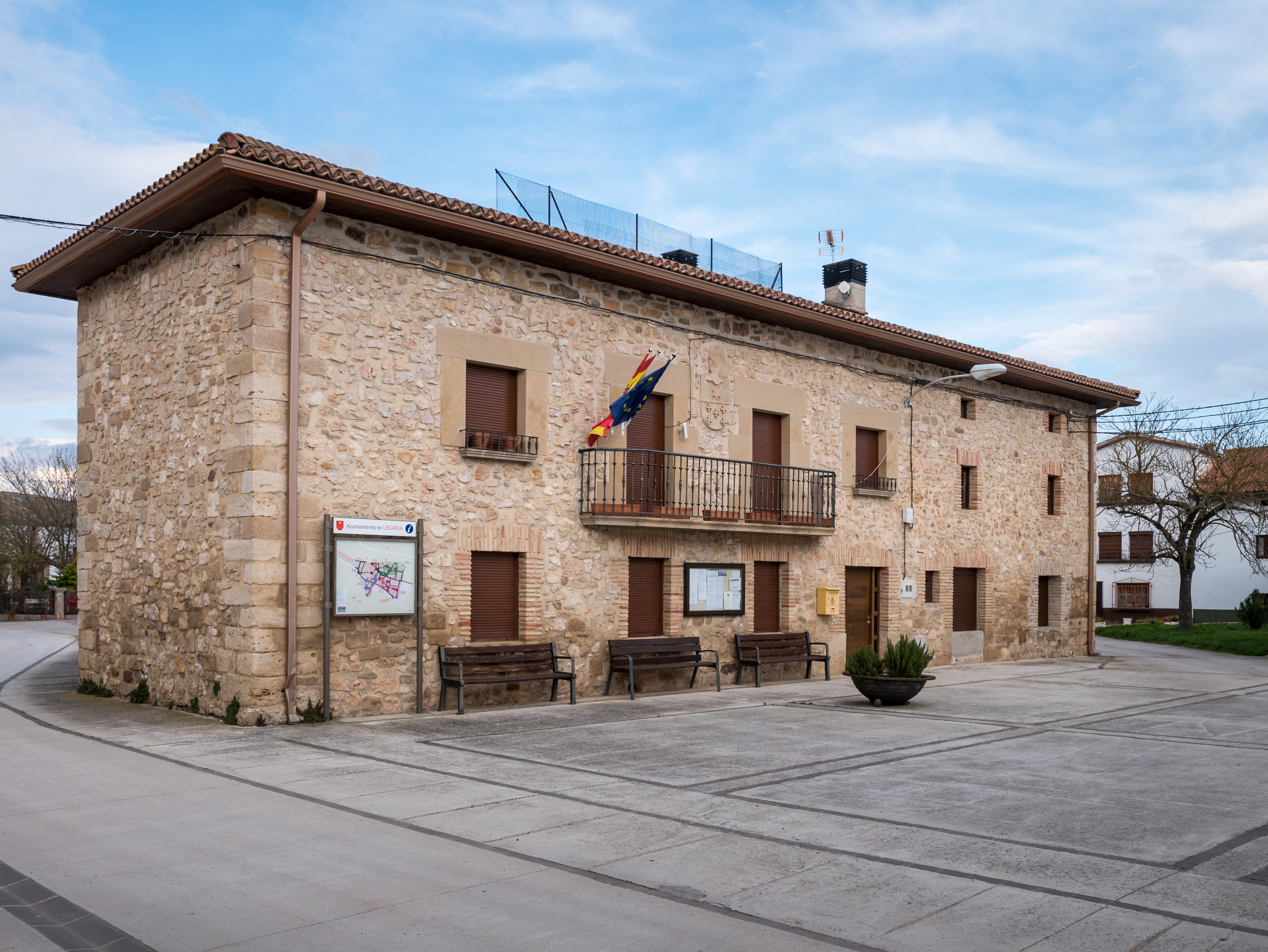
Rathaus